# NGC 1166
NGC 1166 é uma galáxia espiral (Sab) localizada na direcção da constelação de Aries. Possui uma declinação de +11° 50' 34" e uma ascensão recta de 3 horas, 00 minutos e 34,9 segundos.
A galáxia NGC 1166 foi descoberta em 1 de Outubro de 1864 por Albert Marth.